# Folkungatiden

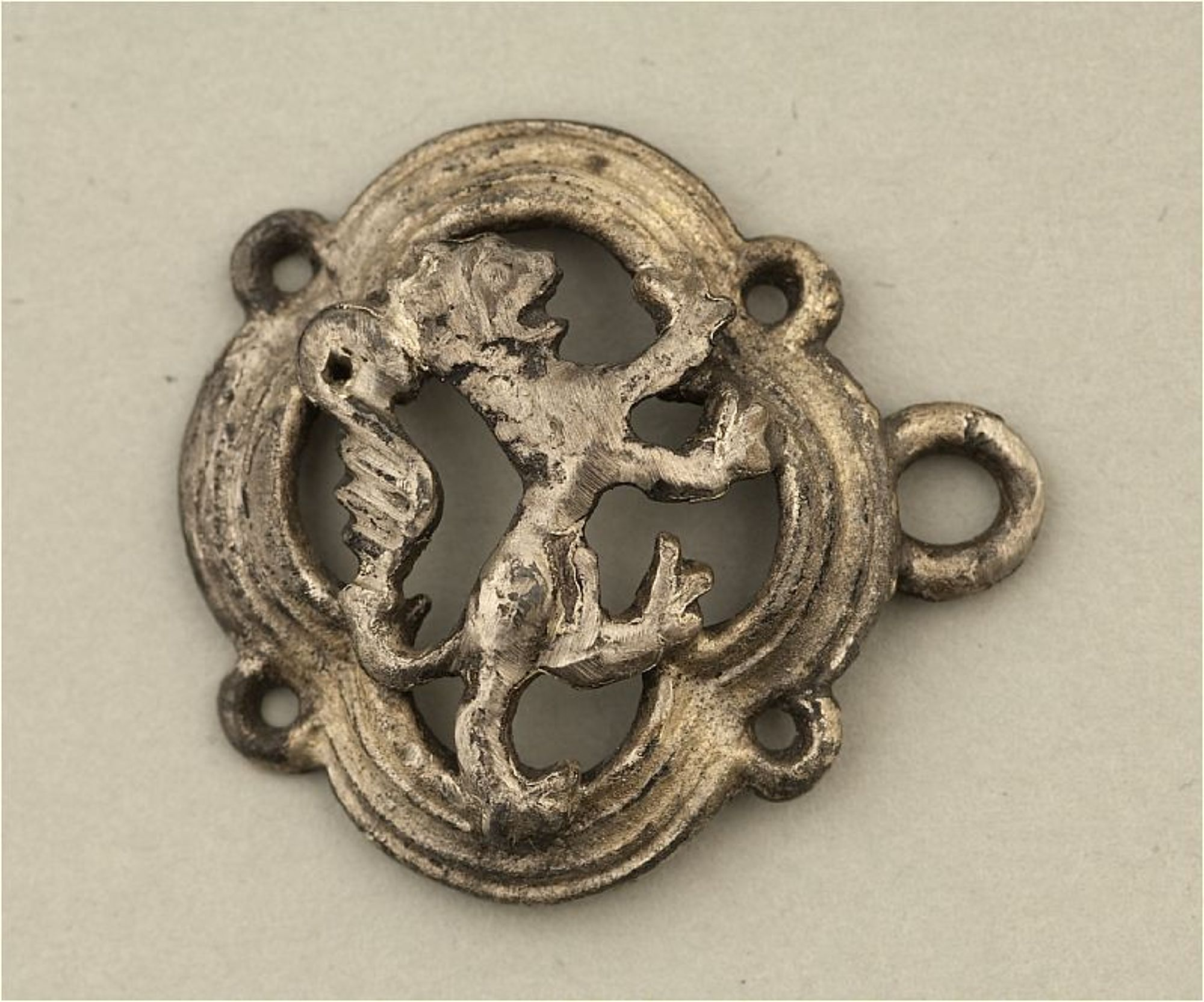
Häkta från medeltiden med Folkungaättens vapen.

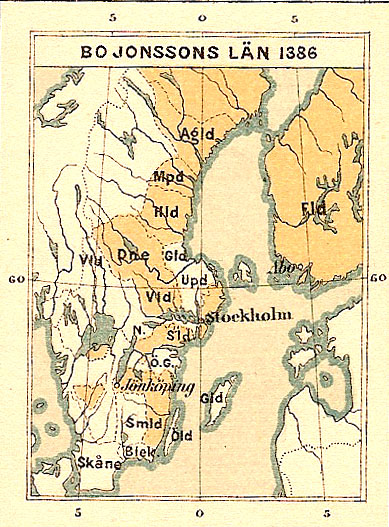
Historisk karta över Bo Jonsson Grips län i Sverige 1386

Örtug med Albrekt av Mecklenburg, 1363. Text ALBERTUS REX.

Folkungatiden var en tidsperiod mellan åren 1250 och 1389 i Sveriges historia. Perioden har fått namn efter att kungarna under större delen av perioden hämtades Bjälboätten, vilken i äldre litteratur vanligen kallades folkungaätten; de egentliga folkungarna försvann dock ur historien under periodens första år. Perioden motsvarar ungefär högmedeltiden i nordeuropeisk historia.

## Tronstrider
Efter Erik Erikssons död den 2 februari 1250 valdes hans 10-årige systerson Valdemar Birgersson (1250–1275) till kung, men den verkliga makten låg hos unge kungens far Birger jarl som var den verklige regenten fram till sin död 1266. Birger tillhörde en mäktigt stormanssläkt som tidigare kallades Folkungarna,  numera oftare kallad Bjälboätten. Birger var framgångsrik i att slå ut andra pretendenter som gjorde anspråk på sonens krona. Samtidigt sådde han ett frö till framtida strider mellan sina söner, då han enligt utländskt feodalt mönster gav hertigdömen åt Valdemars yngre bröder.
Valdemar Birgersson störtades 1275 av sin bror, hertig Magnus. Denne fick som kung tillnamnet  Magnus Ladulås (1275–1290). Vid nästa generationsskifte utbröt en tvist mellan hans son kung Birger Magnusson (1290–1318) och hertigarna Erik Magnusson och Valdemar Magnusson som resulterade i Nyköpings gästabud. Tvisten kostade hertigarna livet och Birger kronan.
Hertig Eriks son, Magnus Eriksson (1319–1364), som sedan valdes till kung, hade inte några svenska hertigar till medtävlare, men störtades av ett mäktigt stormannaparti som gav kronan till Albrekt av Mecklenburg (1364–1389). Genom sin mor, Magnus Erikssons syster, kan Albrekt räknas som Bjälboättens siste kung på Sveriges tron.

## Samhällsomvandling
Under Folkungatiden genomfördes den samhällsomvandling som påbörjats under föregående period. Birger Jarl och Magnus Ladulås fastslog båda att rättsordningen var kungaämbetets huvuduppgift. Genom deras edsöreslagar ålades kungens fogdar och andra makthavare att ingripa mot fridsbrott inom hela riket med räfsteting. Även andra delar av det kungliga lagstiftningsinitiativet, till exempel Birger jarls arvslag, bidrog till att stärka rättsstaten. Det fick också betydelse för landskapslagarna: det var under denna period som Upplands- och Södermannalagarna utarbetades på kungligt uppdrag. I och med att de både skrevs ned på kungens uppdrag och dessutom fastställdes genom beslut av kungen, kom hans del i lagstiftningen också att medföra rätten till sanktioner. På detta sätt fick kungamakten rätt att stifta lagar, vars efterlevnad kontrollerades av samma makt och som även hade rätt att döma den som bröt mot lagarna. De lagar som kungen stiftade kompletterade därmed de folkliga lagarna.
Slutresultatet av detta arbete blev Magnus Erikssons införande av Magnus Erikssons landslag, som förenade landskapen under en gemensam rättsordning. I och med denna fick hela riket delta i kungavalet vid Mora stenar genom sina lagmän och tolvmannanämnder från varje lagsaga. Samtidigt förklarades Sverige vara ett valrike. Folkungatidens betydelse för svensk rättsordning var stor och infördes även i Finland.
Den starka statsmakt som Bjälboätten upprättade innebar dock inte något envälde. I landslagens konungabalk fick Sverige sin första skrivna författning. I föreskriften om kungens och folkets ömsesidiga eder hävdades starkt dualismen mellan kung och folk, det vill säga att båda parter var ömsesidigt beroende av varandra. Denna föreskrift har legat till grund för Sveriges följande statsrättsliga utveckling: Kungen kunde inte införa nya lagar och skatter utan folklig medverkan, något som landslagen ännu förutsatte skulle ske på landskapstingen. I föreskrift var konungaeden en garanti för personlig frihet och rättssäkerhet. På samma sätt lovade folket genom sin ed att följa kungens lagar och att betala skatt. Skatter hade blivit nödvändiga, både för att en stor del av Uppsala ödgodsen förskingrats under de oroliga tiderna och för att riksstyrelsen medförde ökade kostnader. Dessa kostnader hade inte krävts då staten styrdes genom landskapslagarna eftersom förvaltningen då var betydligt mer primitiv.
Bjälboätten genom Birger jarl och Magnus Eriksson bidrog starkt till att skapa ett nytt system med grundskatter. Den typen av skatt, som byggde på jordinnehav, fanns redan i Västergötland, där plikten att leverera varor till kungsgårdar omvandlats till en stående skatt, s.k. gengärd. I de flesta övriga landskap utgick skatt i stället på basis av det äldre ledungssystemet, som blivit mindre fördelaktigt för kungamakten. Historievetenskapen har tolkat 1200-talets adelsuppror (av de "äkta" folkungarna) som delvis en protest mot omläggningen av skattesystemet, som till slut genomdrevs med våld, till exempel efter slaget vid Sparrsätra 1247.

## Ståndsbildningens tid
Folkungatiden var också ståndsbildningens tid. De många småbönderna räknades inte, utan den politiska makten låg hos de andliga och världsliga stormännen. I Magnus Erikssons landslag stadgades att kungen skulle ha ett konungens råd – en institution som etablerats under konungarna Birger Magnussons och Magnus Erikssons omyndighetsår. Jarlämbetet upphörde med Birger jarl, men i stället framträdde drots och marsk som aristokratins ledare. Vid sidan av rådsmötena förekom även en allmän riksförsamling av stormän, sedermera kallad herredag, som fick stor politisk betydelse och fick fastare form genom Skänninge stadga, troligen 1284.
Aristokratin, den egentliga bäraren av vad som skulle kunna kallas denna tids konstitutionalism, organiserades som två privilegierade stånd. Frälset fick sin status genom Magnus Ladulås privilegiebrev av 1281 och konung Birger Magnussons av 1305, och grunden till en privilegierad adel lades genom Alsnö stadga 1279. Adelns uppkomst hängde ihop med att förändringen av det medeltida europeiska krigsväsendet nu nådde också till Sverige. Det gamla systemet som vilade på ledungsskyldighet och allmänna uppbåd behövde ersättas med ett tungt beväpnat rytteri och för att erhålla sådant beviljade Magnus skattefrihet åt alla som stred till häst. Detta var fallet med stormännen, bland vilka riddarväsendet vunnit insteg, och deras hirdar, men även andra jordägare bytte gärna ut skatteplikten mot att göra krigstjänst till häst, så kallad rusttjänst. Skattefrihet (frälse), som förut varit en del av den allmänna personliga tjänsteplikten, blev på detta sätt möjligt endast för ett exklusivt krigarstånd, och därmed uppdelades den gamla odaljorden i frälse- och skattejord. Innehavarna av den senare blev ett oprivilegierat skattetyngt bondestånd som var så gott som uteslutna från inflytande i landets styre.
Den svenska handeln hade efter vikingatågen trängts undan av den uppblomstrande tyska Hansan. För att stödja den svenska handeln lät Birger jarl och de följande Folkungaregenterna tyska köpmän och hantverkare bosätta sig i svenska orter, som genom stadsprivilegier fick egen förvaltning och jurisdiktion. Dessa privilegier sammanfattades av Magnus Eriksson till en gemensam stadslag, Magnus Erikssons stadslag. Städernas skattskyldiga invånare, borgarna, utgjorde det andra ofrälse ståndet. En mellanställning mellan dem och bönderna intog bergsmännens klass. Bergshanteringen utvecklades anmärkningsvärt under Folkungatiden.

## Kamp mellan kungamakt och frälse
Inledningsvis hade stormännen hjälpt kungamakten att skapa den nya statsbildningen, men under Folkungarnas släktfejder fick de en ställning, som blev farlig lika väl för statsmakten som för de ofrälse stånden. Detta berodde framför allt på att den kungliga lokalförvaltningen på grund av naturahushållning även i Sverige tagit formen av ett länsväsen. Förvaltarna, fogdarna, fick ta hand om inkomsterna mot att de höll centralmakten med beridet krigsfolk. På det här sättet fick de sådan oinskränkt makt att de frestades att ta ut olagliga skatter av bönderna. Möjligheterna till ekonomiska fördelar genom tilldelning av län blev därför mycket eftertraktat bland stormännen. Särskilt eftertraktade blev slottslänen eftersom det där fanns fästningar som ytterligare kunde generera inkomster. Till skillnad från i utlandet var dock inte det svenska länsväsendet ärftligt eftersom kungen enligt landslagen var den som formellt förfogade över ett läns resurser, något som gjorde att landet inte blev fullt feodaliserat. Däremot försökte aristokratin göra förfoganderätten beroende av rådets samtycke, där man sinsemellan skulle kunna fördela landets resurser mellan sig, något som emellertid skulle gå stick i stäv med syftet med upprättandet av den kungliga förvaltningen, nämligen att begränsa landskapens inflytande.
Vare sig kungamakten eller de ofrälse stånden var intresserade av en sådan utveckling och möjligen var det på grund av detta som Magnus Eriksson år 1359 kallade in representanter även från de ofrälse till en herredag. Det är dock inte säkert om det verkligen genomfördes ett så sammansatt riksmöte, men de försök som Magnus Eriksson gjorde för att begränsa aristokratins makt blev att han avsattes. Hans efterträdare Albrekt av Mecklenburg tvingades, tvärs emot lagens bestämmelser, avstå den centrala förfoganderätten och regeringsmakten genom handfästningar 1371 och 1383. Den mest driftige bland stormännen, drotsen Bo Jonsson (Grip), lyckades ta kontroll över den största delen av landet genom förläningar.

## Inför Kalmarunionen
När Magnus Eriksson blev kung av Sverige och Norge 1319 blev båda länderna förenade i personalunion. Den verkliga makten utövades av ländernas riksråd. Samtidigt drabbades Danmark av en skuldkris på grund av Erik Menveds försök att ta kontrollen över norra Tysklands handelsstäder. Danmarks län blev pantlän. År 1332 förvärvade det svenska riksrådet panträtten till Skåne och Blekinge för 32 000 lödiga mark. År 1360 kunde dock den danske kungen Valdemar Atterdag med tyska trupper erövra Skåne, Blekinge och senare även Halland och Gotland.
År 1356 inleddes ett uppror mot Magnus Eriksson där de upproriska valde Magnus son Erik Magnusson till ny svensk kung. Personalunionen Sverige-Norge avslutades formellt då Håkan Magnusson blev kung i Norge. Erik Magnusson var till en början framgångsrik, men hans hastiga bortgång 1359 gjorde att Sverige åter kontrollerades av Magnus Eriksson. Efter Valdemar Atterdags erövring av de skånska landskapen inleddes täta kontakter mellan Magnus och Valdemar. Magnus Erikssons son Håkan Magnusson gifte sig i Köpenhamn påsken 1363 med Valdemars 10-åriga dotter Margareta.
Några oppositionella svenska stormän, däribland Bo Jonsson (Grip), tog kontakt med hertig Albrekt den store av Mecklenburg, gift med Eufemia, kung Magnus Erikssons syster. Hertig Albrekt gjorde för sin son Albrekts räkning anspråk på Sveriges tron. Sent på hösten 1363 skeppade hertigen över en militärstyrka till Sverige och tog kontroll över Stockholm och Kalmar. I februari 1364 kunde sonen väljas till svensk kung vid Mora stenar. I slaget i Gataskogen 1365 besegrades Magnus och tillfångatogs. De följande åren präglades av inbördeskrig. År 1371 gjordes en uppgörelse där kung Albrekts makt begränsades av riksrådet och han fick lova att inte insätta tyska fogdar på kronans slott. Magnus släpptes mot lösesumma och fick Skara stift som förläning.
När den danske kungen Valdemar Atterdag avled 1375 aktualiserades frågan om efterträdare. Formellt sett var Danmark ett valrike men det var sedvänja att välja kungens äldste son. Valdemar hade ingen son i livet. Hans äldsta dotter Ingeborg var gift med Henrik av Mecklenburg och deras son Albrekt hade av Valdemar Atterdag 1371 utpekats som tronföljare. Ett närmande mellan å ena sidan det politiskt och ekonomiskt inflytelserika Mecklenburg och å andra sidan Danmark och Sverige skulle vara till fördel för de sistnämnda länderna. Valdemars yngre dotter Margareta var å andra sidan gift med Håkan Magnusson och hade en femårig son, Olof, norsk tronföljare och med anspråk på Sveriges tron. Att till kung välja en person med dessa band till grannländerna kunde även det anses vara till fördel för Danmark. Det danska kungavalet ägde rum i maj 1376 och det danska riksrådet valde Olof, möjligen i tron att det skulle vara lättare att kontrollera Margareta än den politiskt erfarne Albrekt. Margareta fick som Olofs förmyndare regera Danmark. Efter Håkans död 1380 styrde hon i sonens namn även över Norge och därmed hade Danmark och Norge förenats i personalunion.
I Sverige hade kung Albrekt genom kungaförsäkran tvingats avstå makt till riksrådet. Det ledande riksrådet var Bo Jonsson (Grip) som förfogade över alla slottslän i Finland samt bland annat Nyköpings län, Stegeborgs län (Stegeborgs slott), Stäkeholm och Örestens fästning. När Bo Jonsson avled 1386 visade det sig att han hade utsett några stormän att vara testamentsexekutorer för att se till att inte kungen åter kunde ta kontrollen över slottslänen, trots att slottslän inte var ärftliga. För att ta kontroll över Bo Jonsson Grips efterlämnade slottslän utsåg kung Albrekt sig själv till talesman för dennes barn och änka samtidigt som han började värva trupper i Tyskland för att sätta kraft bakom orden. De svenska riksråden tog då kontakt med Margareta och på senvintern 1388 erkändes Margareta genom Dalaborgstraktaten som regent även för Sverige. Margaretas son Olof hade plötsligt avlidit sommaren 1387 på Falsterbohus men hon lyckades snabbt bli utnämnd till "Rikets fullmäktiga fru, husbonde och förmyndare". Även i Norge blev hon snabbt utsedd till regent trots att det fanns andra som gjorde anspråk på den norska tronen.
Kung Albrekt återkom till Sverige vid årsskiftet 1388-1389 med de värvade tyska trupperna. I slutet av 1388 hade drottning Margaretas styrkor inlett en belägring av Axevalls slott mellan Skara och Skövde. Efter att ha passerat Jönköping fortsatte Albrekts styrkor mot Axevall för att häva belägringen. Samtidigt kom fler av Margaretas trupper söderifrån längs Nissastigen. De båda styrkorna möttes den 24 februari i slaget vid Åsle en mil öster om Falköping. Margaretas styrkor vann och lyckades tillfångata kung Albrekt och dennes son Erik av Mecklenburg.
Vid midsommar 1389 blev Margaretas sjuårige fosterson Bogislav vid ett möte i Helsingborg vald till Norges kung under namnet Erik. Senare under vintern träffade Margareta de svenska stormännen i Söderköping där det bekräftades att Margareta var regent åt tronföljaren Erik. Margareta å sin sida lovade bland annat att regera efter lagen och att endast utnämna svenskar till slotts- och länsherrar.
Efter segern vid Åsle kunde Margareta snabbt ta kontrollen över mecklenburgarnas svenska län förutom Stockholm. Därifrån kunde mecklenburgarna erövra Visby och från Stockholm angreps både Västerås och Söderköping som sattes i brand. År 1395 lyckades Margareta och Albrekt enas om ett fördrag: Stockholm skulle under tre års tid kontrolleras av sju hansestäder. Om inte Albrekt före september 1398 kunde betala 60 000 mark, motsvarande 12 ton silver, skulle staden då överlämnas till Margareta. Att Albrekt skulle lyckas med detta var inte sannolikt.
På nyåret 1396 utnämndes Erik till kung av Danmark vid ett möte i Viborg och i juli samma år valdes han till kung av Sverige vid ett möte vid Mora stenar utanför Uppsala. På hösten träffade Margareta åter riksråden vid Nyköpings recess där man kom överens om hur man skulle förfara med de gods som kronan hade avhänts under kung Albrekts tid. Man kom också överens att riksråden vid behov skulle utse ombud som tillsammans med ombud från Danmark och Norge skulle kunna fatta beslut för hela unionens räkning.
Den 17 juni 1397 kröntes Erik till kung av Sverige vid en ceremoni i Stadskyrkan i Kalmar i närvaro av Danmarks och Sveriges ärkebiskopar. Den norske historikern Eldbjørg Haug menar att Erik kröntes till norsk kung i Oslo redan påsken 1392 (14 april).
Tronpretendenten Erik av Mecklenburg kontrollerade Gotland. 28 juni 1397 kom Eriks flotta till Stockholms ström i ett försök att överrumpla och ta kontrollen över staden. Försöket misslyckades dock och flottan återvände till Gotland en vecka senare. Den 26 juli 1397 avled Erik plötsligt på Klinteholms slott.

## Galleri

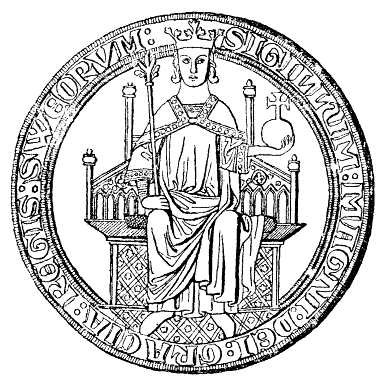
Magnus Ladulås sigill
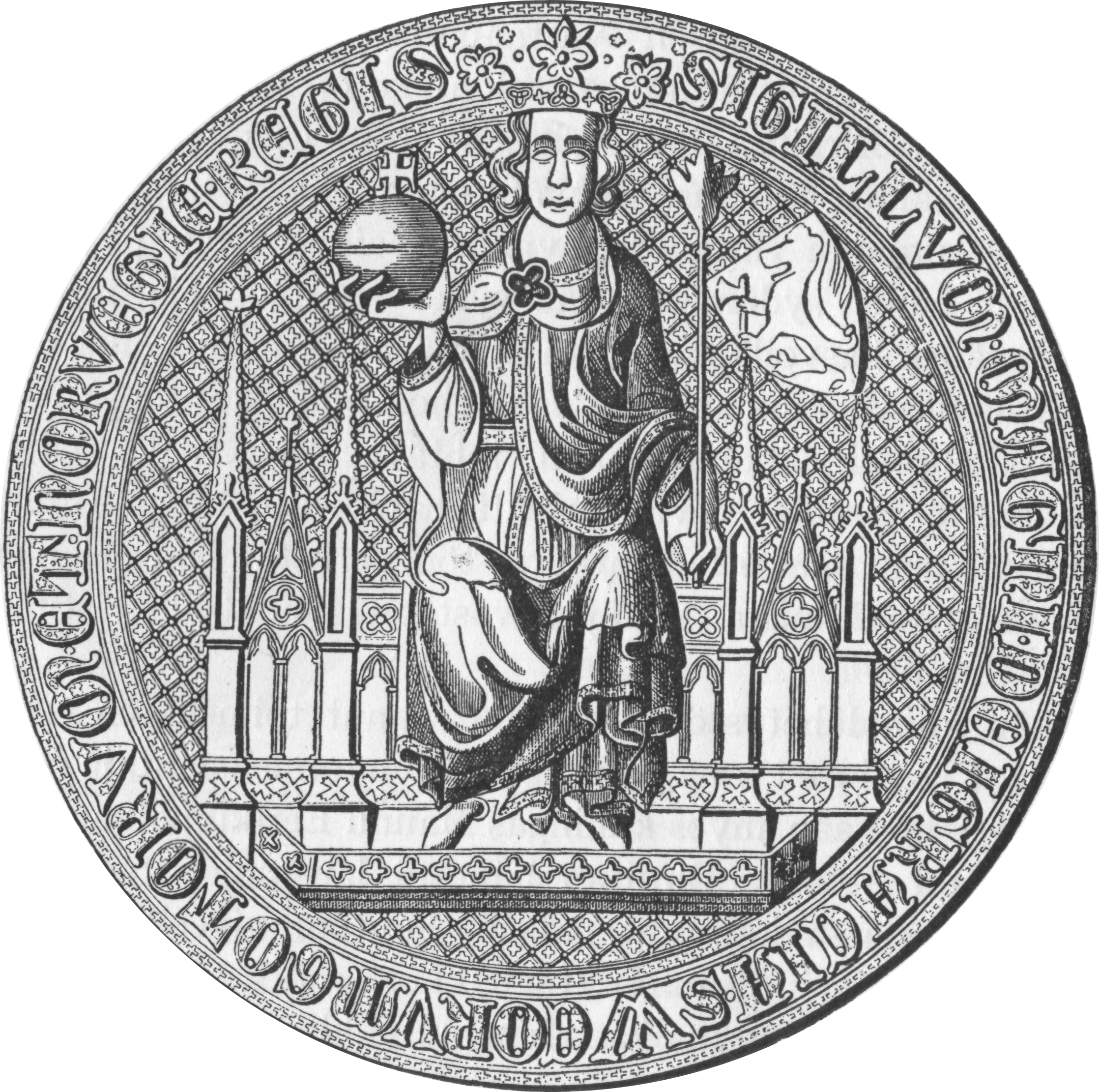
Magnus Erikssons domsigill
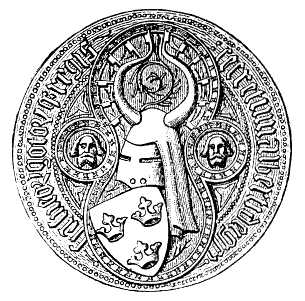
Ett av Albrekt av Mecklenburgs kungliga sigill
Utbredningen av fasta bosättningar i Sverige under senmedeltiden.

## Urkunder
- Svenskt diplomatarium : Diplomatarium Suecanum. Stockholm: Riksarkivet. Libris 119728
  -  Band 1, Åren 817-1285. 1829. Libris 119738
  -  Band 2, Del 1 Åren 1286-1299. N:o 903-1300. 1834. Libris 10911902
  -  Band 2, Åren 1286-1310. 1837. Libris 119739
  -  Band 3, Åren 1311-1326, Del 1. 1842. Libris 119740
  -  Band 3, Åren 1311-1326, Del 2. 1850. Libris 119741
  -  Band 4, Åren 1327-1340, Del 1. 1853. Libris 119742
  -  Band 4, Åren 1327-1340, Del 2. 1856. Libris 119743
  -  Band 5, Åren 1341-1347, Del 1. 1858. Libris 119744
  -  Band 5, Åren 1341-1347, Del 2. 1865. Libris 119745
  -  Band 6, 1348-1350, Häfte 1. 1967[1878]. Libris 10040707
  -  Band 6, 1348-1355, [Häfte] 1, (inledning, h. 1-4). 1959. Libris 119757
  -  Band 6, [1348-1355], Häfte 2. 1916. Libris 119748
  -  Band 6, [1348-1355], Häfte 3. 1919. Libris 119749
  -  Band 6, [1348-1355], Häfte 4. 1921. Libris 119750
  -  Band 6, [1348-1355], Häfte 5, Supplement 1348-1355. 1946. Libris 119751
  -  Band 6, [1348-1355], Häfte 6, Register. 1953. Libris 119752
  -  Band 7. Häfte 1, 1356. 1976. Libris 119730
  -  Band 7. Häfte 2, 1357. 1979. Libris 119731
  -  Band 7. Häfte 3, 1358. 1982. Libris 119737
  -  Band 7. Häfte 4, 1359. 1985. Libris 119755
  -  Band 7. Häfte 5, 1360. 1987. Libris 119756
  -  Band 7. Häfte 6., Register. 1991. Libris 119758
  -  Band 8. Häfte 1, 1361-1362. 1953. Libris 119753
  -  Band 8. Häfte 2, 1363-1364. 1964. Libris 119754
  -  Band 8. Häfte 3, 1365. 1966. Libris 119732
  -  Band 8. Häfte 4, Register, rättelser och tillägg, käll- och litteraturförteckning. 1976. Libris 119729
  -  Band 9. Häfte 1, 1366-juni 1368. 1970. Libris 119735
  -  Band 9. Häfte 2, 1368 juli-1369. 1995. Libris 119760
  -  Band 9. Häfte 3, 1370. 1998. Libris 119761
  -  Band 9. Häfte 4, Nytillkomna texter, rättelser och tillägg, ort- och personregister. 2000. Libris 119762
  -  Band 10. Häfte 1, 1371-1372. 1970. Libris 119734
  -  Band 10. Häfte 2, 1373-1374 juni. 1974. Libris 119733
  -  Band 10. Häfte 3, 1374 juli-1375. 2002. Libris 8818379
  -  Band 10. Häfte 4, Supplement och register 1371-1375. 2004. Libris 9692329
  -  Band 11. Häfte 1, 1376. 2006. Libris 10292037
  -  Band 11. Häfte 2, 1377. 2009. Libris 11689209
  -  Band 11. Häfte 3, 1378. 2011. Libris 12459661
  -  Band 11. Häfte 4, 1379. 2014. Libris 17146980
  -  Ort-, person- och sakregister : vol. 1 och 2 : 817-1310. 1910. Libris 119746
- Acta pontificum Svecica = [Handlingar rörande Sveriges förbindelser med påvemakten]. Diplomatarium Suecanum. Appendix, 99-0794409-2. Holmiae [Stockholm]. 1936-1957. Libris 384637
  -  1, Acta cameralia, Vol. 1. Fasc. 1, Ann. MLXII-MCCCXLVIII. 1936. Libris 384638
  -  1, Acta cameralia, Vol. 1. Fasc. 2, Ann. MCCCXLVIII-MCCCLXX. 1942. Libris 384639
  -  1, Acta cameralia, Vol. 2, Ann. Diplomatarium Suecanum. Appendix. 1957. Libris 8897969
  -  1, Acta cameralia, Vol. 2, Ann. MCCCLXXI-MCDXCII. 1957. Libris 384640
- Auctoritate papae : the church province of Uppsala and the apostolic penitentiary 1410-1526. Diplomatarium Suecanum. Appendix, 99-0794409-2 Acta pontificum Suecica ; 2 Acta poenitentiariae. Stockholm: National Archives of Sweden. 2008. Libris 11217658. ISBN 978-91-88366-82-5